# POSIX
POSIX(포직스, /ˈpɒzɪks/)는 이식 가능 운영 체제 인터페이스(移植可能運營體制 interface, Portable Operating System Interface)의 약자로, 서로 다른 UNIX OS의 공통 API를 정리하여 이식성이 높은 유닉스 응용 프로그램을 개발하기 위한 목적으로 IEEE가 책정한 애플리케이션 인터페이스 규격이다.
POSIX의 마지막 글자 X는 유닉스 호환 운영체제에 보통 X가 붙는 것에서 유래한다.
규격의 내용은 커널로의 C 언어 인터페이스인 시스템 콜 뿐 아니라, 프로세스 환경, 파일과 디렉터리, 시스템 데이터베이스(암호 파일 등), tar 압축 포맷 등 다양한 분야를 아우른다.
유닉스 계열 외에 마이크로소프트 윈도우 NT는 POSIX 1.0에 준하는 POSIX 서브 시스템을 탑재하고 있으며, POSIX 응용 프로그램을 서브 시스템에서 실행할 수 있다. 이는 주로 미국 정부기관의 컴퓨터 시스템 도입조건(FIPS)에서 POSIX 준거할 것을 요구하기 때문이다. 윈도우 2000까지 POSIX 서브시스템을 탑재하고 있었지만 윈도우 XP에서 폐지되었다.
이후 윈도 2003 R2부터 POSIX 2.0에 준하는 Subsystem for UNIX-based Applications(SUA)를 통해 POSIX를 지원하고 있다.

## 버전

### 1997년 이전
- POSIX.1
- POSIX.1b
- POSIX.1c
- POSIX.2

### 1997년 이후
- POSIX.1-2001
- POSIX.1-2004 (2개의 TC 포함)
- POSIX.1-2008 (1개의 TC 포함)

## 같이 보기
- POSIX 신호
- POSIX 스레드
- C POSIX 라이브러리
- 실시간 운영 체제